# HD162630
HD162630 — хімічно пекулярна зоря спектрального класу
B6 й має видиму зоряну величину в смузі V приблизно  7,6.